# Maurice Crick
Maurice Crick, né à Asse le 18 juin 1879 et décédé à Bruxelles le 29 janvier 1946 fut un homme politique bruxellois libéral.
Il fut notaire, conseiller communal d'Asse et député belge, élu de l'arrondissement de Bruxelles (1921-25).